# Susie Wolff
Suzanne Wolff, nata Stoddart (Oban, 6 dicembre 1982), è un'ex pilota automobilistica britannica, attualmente è managing director della F1 Academy.

## Biografia

### Carriera in pista

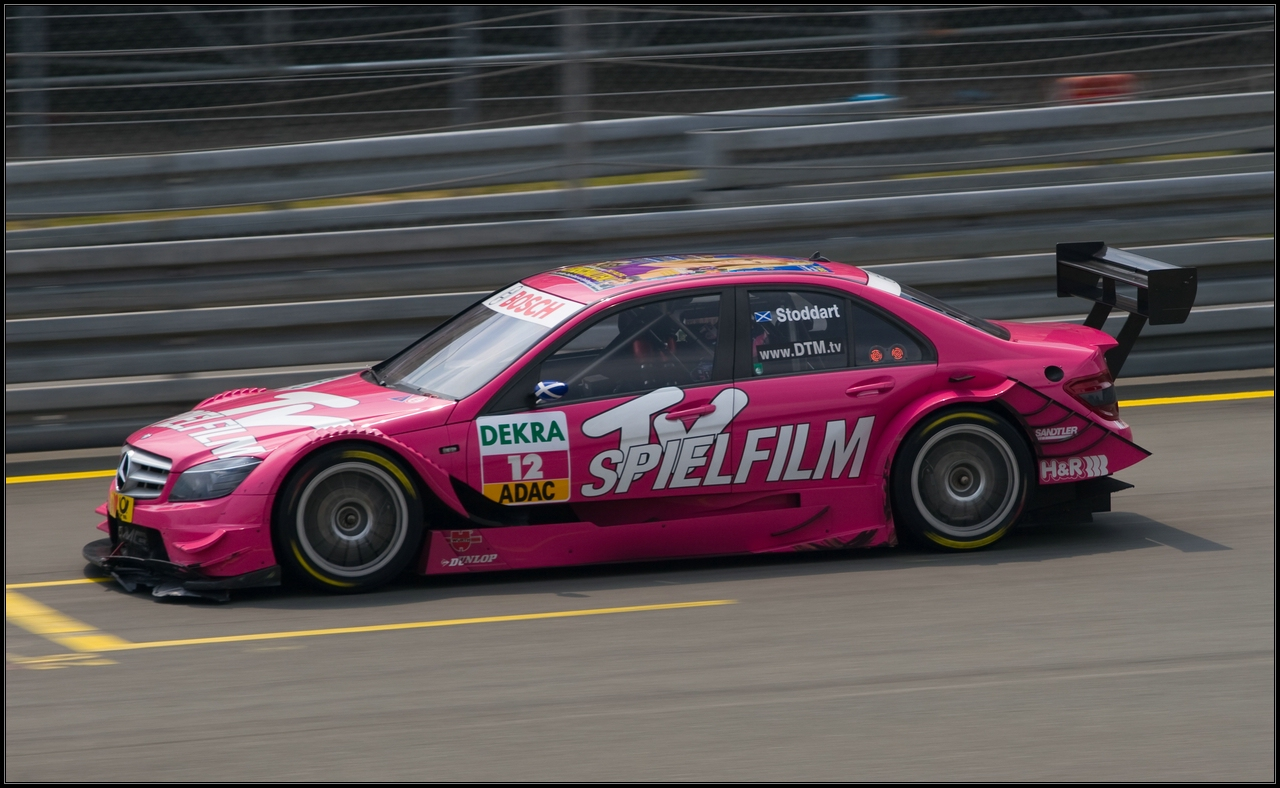
Susie Stoddart Wolff nel 2010 nel DTM

Dopo l'approccio con i kart, dal 2001 ha gareggiato nelle categorie della Formula Renault (nella Winter Series nel 2001 e in quella britannica dal 2002 al 2004). Nel 2005 prende parte a due corse della Formula 3 inglese, per poi lasciare le corse in monoposto. 
Dalla stagione 2006 fino il 2012, Wolff ha gareggiato nel DTM per la Mercedes-Benz nel team Mücke Motorsport. nel suo primo anno ha ottenuto il nono posto nella gara di Hockenheimring. Dopo due anni lascia il team Mücke per unirsi alla Persson Motorsport. La stagione 2010 è la sua più positiva nella serie, ottiene due settimi posti e chiude tredicesima in classifica piloti. Nel 2012 ha concluso la sua esperienza nel DTM concentrandosi esclusivamente sui suoi doveri di tester con la Williams in Formula Uno. 

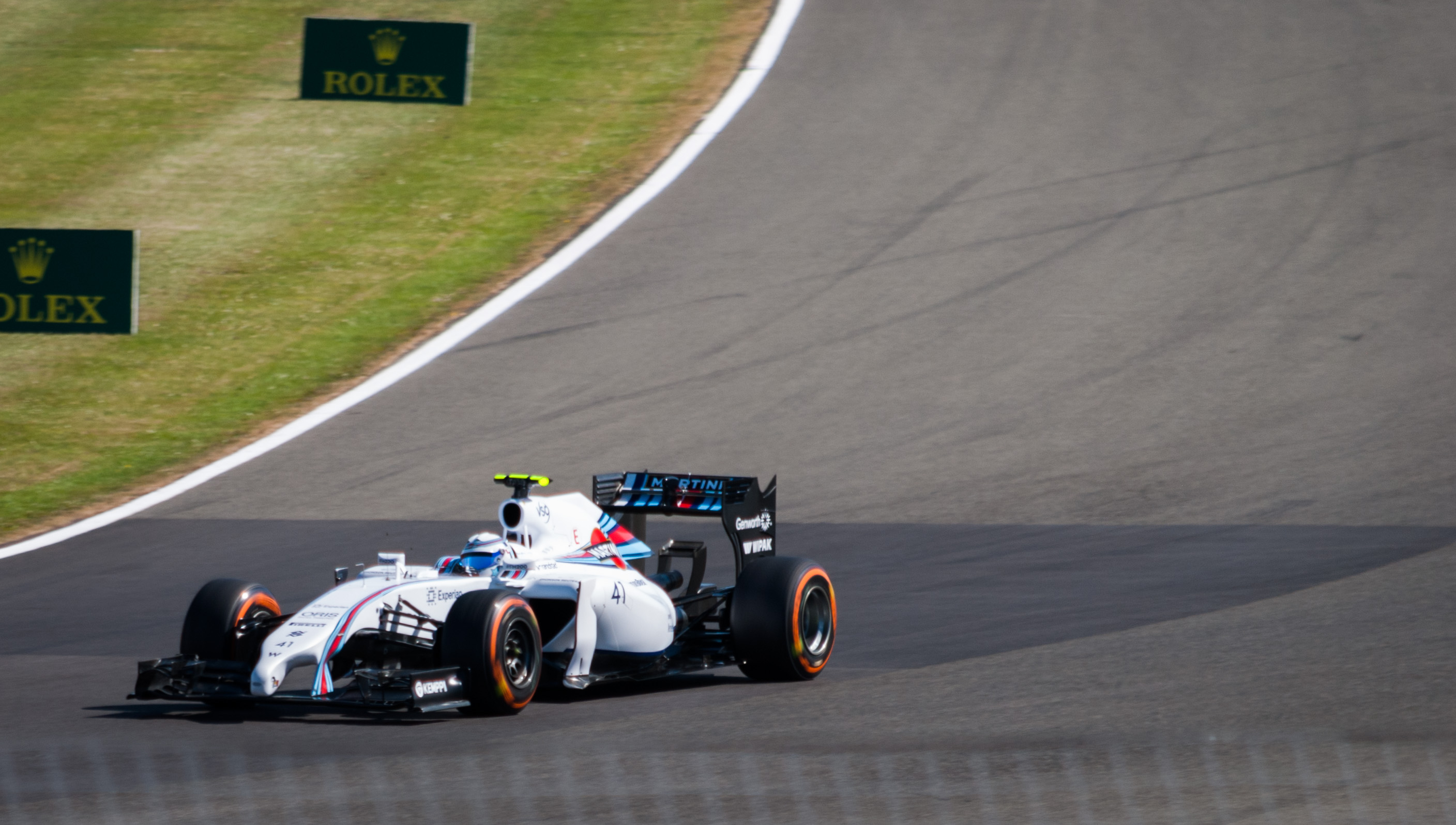
In azione sul circuito di Silverstone con la Williams FW36.

Nel 2012 l'ingaggio come collaudatrice con la Williams, dopo due anni viene promossa Test Driver della scuderia britannica. In quell'anno compie pure il suo esordio in pista con la Williams FW36 e partecipa alle prove libere del Gran Premio di Gran Bretagna, utilizzando il numero 41.Sempre nel 2014 scende in pista nelle prove libere anche nel Gran Premio di Germania. 
Nel 2015 Susie Wolff, rimasta legata alla Williams, ha altre tre occasioni di scendere in pista con la FW37: nei test pre-stagionali e nelle prove libere del Gran Premio di Spagna e del Gran Premio di Gran Bretagna. Il 4 novembre 2015, Wolff ha annunciato il suo ritiro dalla Formula Uno, affermando che sentiva di essere andata il più lontano possibile, ma ha espresso l'intenzione di aiutare altre donne nel motorsport.
Nel 2014 e nel 2015 oltre ai suoi impegni in Formula 1 ha preso parte alla Race of Champions in coppia con David Coulthard.

### Carriera fuori della pista
Appeso il casco al chiodo, nel 2016 diviene ambasciatrice Mercedes, per il brand She’s Mercedes. Inoltre ha co-fondato Dare to Be Different, un'organizzazione senza scopo di lucro che mira ad aumentare la partecipazione delle donne nel motorsport. Nel febbraio 2019, Dare to be Different si è unita all'iniziativa FIA Girls on Track per raggiungere un pubblico più ampio, sensibilizzandolo sulle opportunità che hanno le ragazze nelle corse automobilistiche.
Nel 2018 Susie Wolff annuncia prima la propria collaborazione, in qualità di azionista, con il Team Venturi Racing di Formula E, poi ne diventa ufficialmente responsabile, nel ruolo di Team Principal. A fine 2021 avviene un cambio all’interno del team: Susie Wolff diventa CEO del team e al suo posto viene scelto Jérôme d'Ambrosio. Nel 2023 il team Venturi viene acquistato dalla Maserati MSG Racing e Susie Wolff lascia il posto dopo cinque anni d'attività. 
Lo stesso anno diventa managing director della nuova serie tutta al femminile, la F1 Academy.

### Vita privata
È sposata dal 2011 con Toto Wolff, divenuto amministratore delegato della Mercedes AMG F1 nel 2013. L'11 aprile 2017 diventa mamma di Jack.

## Risultati

### Riassunto della carriera
| Stagione | Serie                      | Team                       | Gare          | Vittorie      | Pole          | GPV           | Podi          | Punti         | Pos.          |
| -------- | -------------------------- | -------------------------- | ------------- | ------------- | ------------- | ------------- | ------------- | ------------- | ------------- |
| 2002     | Formula Renault britannica | Team DFR                   | 11            | 0             | 0             | 0             | 0             | 45            | 18º           |
| 2003     | Formula Renault britannica | Motaworld Racing           | 17            | 0             | 0             | 0             | 1             | 215           | 9º            |
| 2004     | Formula Renault britannica | Comtec Racing con Duckhams | 20            | 0             | 0             | 0             | 3             | 284           | 5º            |
| 2005     | Formula 3 britannica       | Alan Docking Racing        | 2             | 0             | 0             | 0             | 0             | 2             | 18º           |
| 2006     | DTM                        | Mücke Motorsport           | 10            | 0             | 0             | 0             | 0             | 0             | 17º           |
| 2007     | DTM                        | Mücke Motorsport           | 10            | 0             | 0             | 0             | 0             | 0             | 20º           |
| 2008     | DTM                        | Persson Motorsport         | 11            | 0             | 0             | 0             | 0             | 0             | 18º           |
| 2009     | DTM                        | Persson Motorsport         | 10            | 0             | 0             | 0             | 0             | 0             | 16º           |
| 2010     | DTM                        | Persson Motorsport         | 11            | 0             | 0             | 0             | 0             | 4             | 13º           |
| 2011     | DTM                        | Persson Motorsport         | 10            | 0             | 0             | 0             | 0             | 0             | 18º           |
| 2012     | Formula 1                  | Williams F1 Team           | Collaudatrice | Collaudatrice | Collaudatrice | Collaudatrice | Collaudatrice | Collaudatrice | Collaudatrice |
| 2012     | DTM                        | Persson Motorsport         | 10            | 0             | 0             | 0             | 0             | 0             | 22º           |
| 2013     | Formula 1                  | Williams F1 Team           | Collaudatrice | Collaudatrice | Collaudatrice | Collaudatrice | Collaudatrice | Collaudatrice | Collaudatrice |
| 2014     | Formula 1                  | Williams Martini Racing    | Test driver   | Test driver   | Test driver   | Test driver   | Test driver   | Test driver   | Test driver   |
| 2015     | Formula 1                  | Williams Martini Racing    | Test driver   | Test driver   | Test driver   | Test driver   | Test driver   | Test driver   | Test driver   |

### Risultati DTM
(legenda) (Le gare in grassetto indicano la pole position) (Le gare in corsivo indicano Gpv)
| Anno | Team               | Vettura                    | 1       | 2      | 3       | 4       | 5       | 6       | 7       | 8       | 9       | 10      | 11      | Punti | Pos |
| ---- | ------------------ | -------------------------- | ------- | ------ | ------- | ------- | ------- | ------- | ------- | ------- | ------- | ------- | ------- | ----- | --- |
| 2006 | Mücke Motorsport   | AMG-Mercedes C-Klasse 2004 | HOC 10  | LAU 15 | OSC 15  | BRH 16  | NOR 14† | NÜR Rit | ZAN 12  | CAT 15  | BUG 13  | HOC 9   |         | 0     | 17º |
| 2007 | Mücke Motorsport   | AMG-Mercedes C-Klasse 2006 | HOC Rit | OSC 16 | LAU 12  | BRH 16  | NOR 16  | MUG 10  | ZAN 17  | NÜR 18  | CAT Rit | HOC 14  |         | 0     | 20º |
| 2008 | Persson Motorsport | AMG-Mercedes C-Klasse 2007 | HOC 16  | OSC 14 | MUG 15  | LAU 17† | NOR 10  | ZAN 15  | NÜR 12  | BRH 19  | CAT Rit | BUG 12  | HOC Rit | 0     | 18º |
| 2009 | Persson Motorsport | AMG-Mercedes C-Klasse 2008 | HOC Rit | LAU 11 | NOR 10  | ZAN 11  | OSC 10  | NÜR 11  | BRH 13  | CAT 15  | DIJ 14  | HOC 16† |         | 0     | 16º |
| 2010 | Persson Motorsport | AMG-Mercedes C-Klasse 2008 | HOC 11  | VAL 10 | LAU 7   | NOR 15  | NÜR Rit | ZAN 15  | BRH Rit | OSC 10  | HOC 7   | ADR 14  | SHA 11  | 4     | 13º |
| 2011 | Persson Motorsport | AMG-Mercedes C-Klasse 2008 | HOC 12  | ZAN 12 | SPL 13  | LAU DNS | NOR 13  | NÜR 14  | BRH 14  | OSC Rit | VAL 11  | HOC 15  |         | 0     | 18º |
| 2012 | Persson Motorsport | AMG Mercedes C-Coupé       | HOC 12  | LAU 21 | BRH 20† | SPL 14  | NOR Rit | NÜR 17  | ZAN 12  | OSC Rit | VAL 13  | HOC 13  |         | 0     | 22º |

### Risultati in Formula 1
| 2014 | Scuderia | Vettura |  |  |  |  |  |  |  |  |    |    |  |  |  |  |  |  |  |  |  |  |  |  |  |  | Punti | Pos. |
| ---- | -------- | ------- |  |  |  |  |  |  |  |  | -- | -- |  |  |  |  |  |  |  |  |  |  |  |  |  |  | ----- | ---- |
| 2014 | Williams | FW36    |  |  |  |  |  |  |  |  | SP | SP |  |  |  |  |  |  |  |  |  |  |  |  |  |  |       |      |

| 2015 | Scuderia | Vettura |  |  |  |  |    |  |  |  |    |  |  |  |  |  |  |  |  |  |  |  |  |  |  |  | Punti | Pos. |
| ---- | -------- | ------- |  |  |  |  | -- |  |  |  | -- |  |  |  |  |  |  |  |  |  |  |  |  |  |  |  | ----- | ---- |
| 2015 | Williams | FW37    |  |  |  |  | SP |  |  |  | SP |  |  |  |  |  |  |  |  |  |  |  |  |  |  |  |       |      |

| Legenda | 1º posto     | 2º posto | 3º posto    | A punti         | Senza punti/Non class.  | Grassetto – Pole position Corsivo – Giro più veloce |
| Legenda | Squalificato | Ritirato | Non partito | Non qualificato | Solo prove/Terzo pilota | Grassetto – Pole position Corsivo – Giro più veloce |